# Gaotai
Der Kreis Gaotai (高台县; Pinyin: Gāotái Xiàn) ist ein Kreis der bezirksfreien Stadt Zhangye im Nordwesten der chinesischen Provinz Gansu. Er hat eine Fläche von 4.460 km² und zählt 146.700 Einwohner (Stand: Ende 2018). Sein Hauptort ist die Großgemeinde Chengguan (城关镇).
Die Stätte der "Kamelstadt" (Luotuocheng) (Luotuocheng yizhi 骆驼城遗址) und die Alte Stadt und Gräber von Xusanwan (Xusanwan cheng ji muqun 许三湾城及墓群) aus der Han- bis Tang-Zeit stehen auf der Liste der Denkmäler der Volksrepublik China (Gansu).